# Eugeniusz Stasiecki

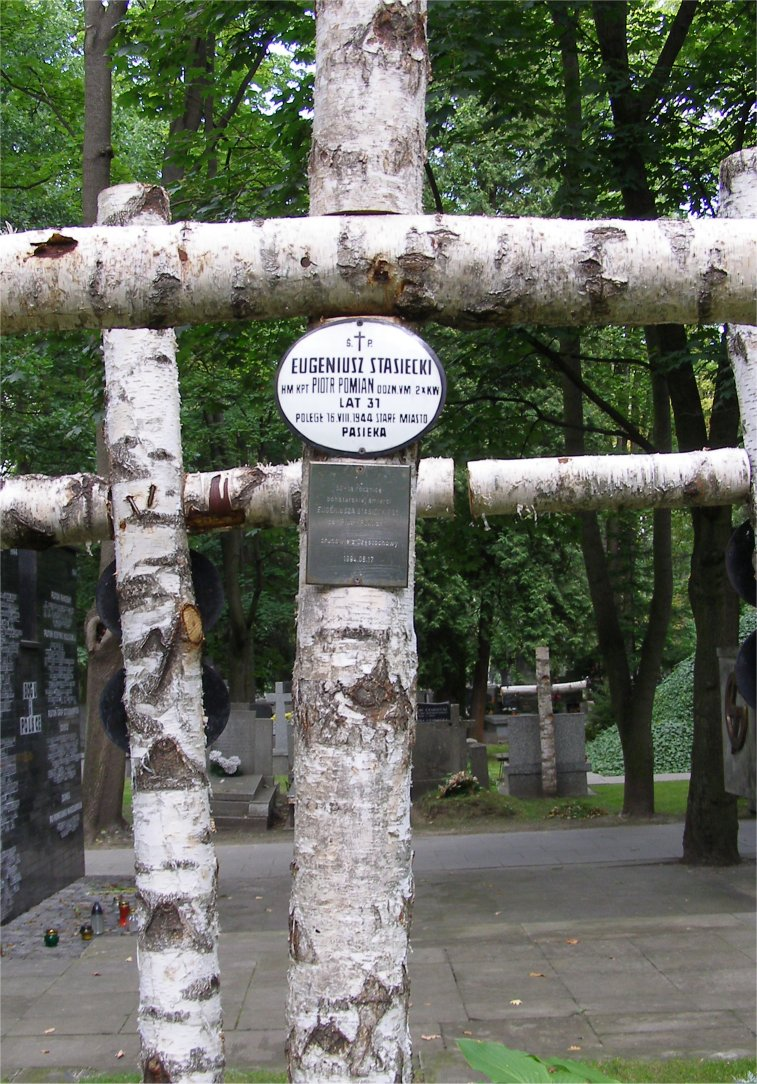
Grób na cmentarzu Wojskowym na Powązkach w Warszawie

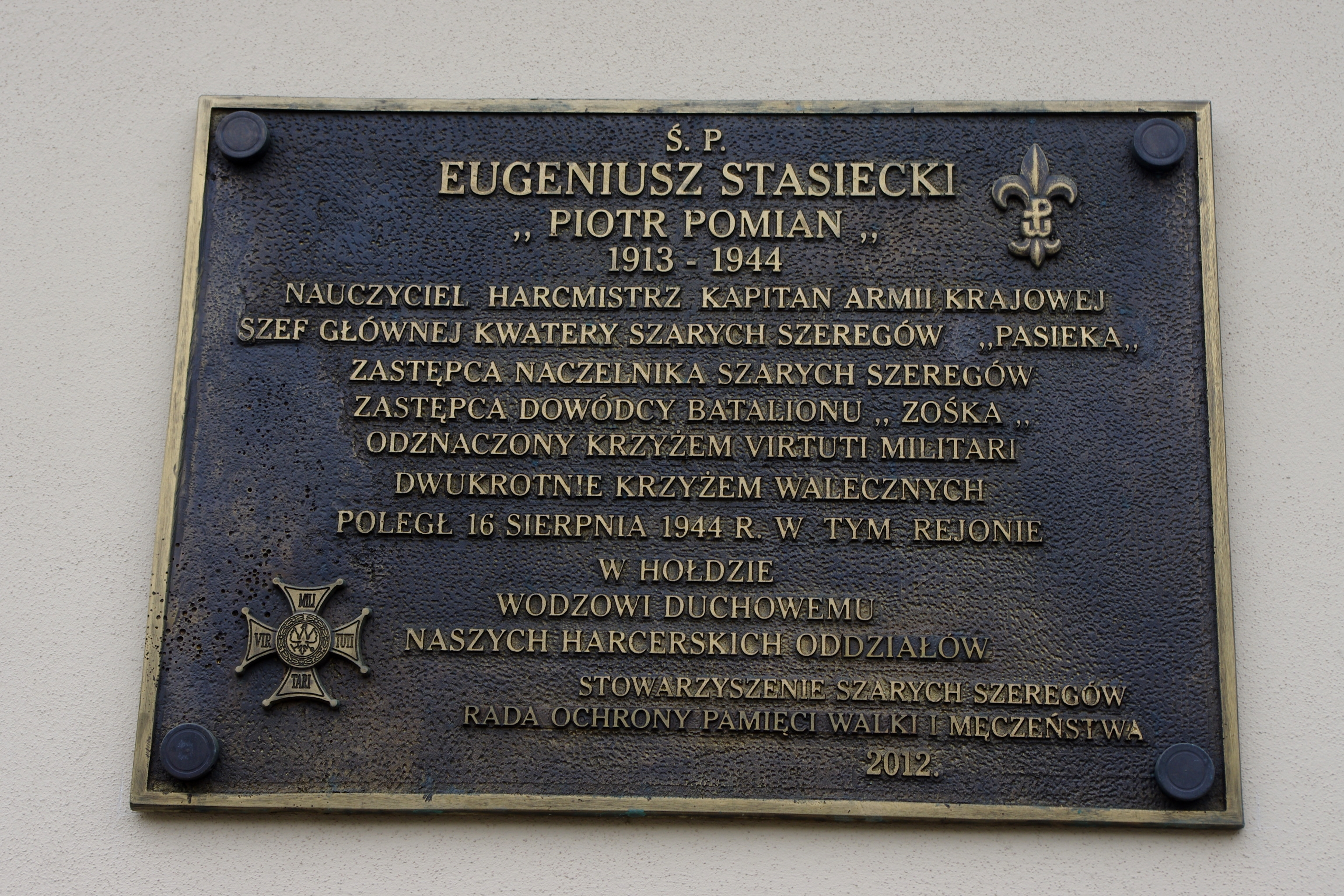
Tablica upamiętniająca harcmistrza Eugeniusza Stasieckiego na ścianie kościoła św. Jana Bożego przy ul. Bonifraterskiej 12 w Warszawie

Eugeniusz Stasiecki ps. Piotr, Poleski, Piotr Pomian (ur. 19 lutego 1913 w Radomiu, zm. 16 sierpnia 1944 w Warszawie) – nauczyciel, harcmistrz, szef Głównej Kwatery Szarych Szeregów „Pasieki” (1943–1944), zastępca naczelnika Szarych Szeregów (1944), jeden z najwybitniejszych instruktorów harcerskich czasów wojny, kapitan AK, poległ w powstaniu warszawskim walcząc w harcerskim batalionie „Zośka”.

## Życiorys
Urodził się 19 lutego 1913 w Radomiu, jako syn Tadeusza Stasieckiego (1884-1966) – robotnika w hucie szkła i Berty Austen (1884–1956).
W latach 1920–1927 uczęszczał do siedmioklasowej szkoły powszechnej w Radomiu. Od 1927 uczył się w Państwowym Seminarium Nauczycielskim Męskim w Radomiu i tam w maju 1932 otrzymał dyplom nauczyciela publicznych szkół powszechnych. Był kolejno nauczycielem w Powszechnej Szkole Wyznaniowej dla dzieci żydowskich w Radomiu, od 1933 w Szkole Powszechnej w Cykarzewie pod Częstochową, a po ukończeniu Dywizyjnego Kursu Podchorążych Rezerwy przy 24 pp w Łucku (wrzesień 1934 – październik 1935) w Szkole Powszechnej nr 21 w Częstochowie. 
W czasie nauki w seminarium działał w III Radomskiej Drużynie Harcerzy im. Tadeusza Kościuszki. W 1931 wchodził w skład delegacji Chorągwi Radomskiej ZHP na Zlot Skautów Słowiańskich w Pradze. Zorganizował w Radomiu i następnie prowadził Drużynę Harcerzy przy Średniej Szkole Technicznej, założył również Drużynę Harcerzy w Cykarzewie, zaś w Częstochowie prowadził Drużynę Harcerzy i był instruktorem w hufcu częstochowskim. Od 1937 komendant I Hufca Męskiego w Częstochowie.

### Wojna i okupacja
W kampanii wrześniowej 1939 roku walczył jako dowódca plutonu w stopniu podporucznika rezerwy w składzie 74 pułku piechoty 7 Dywizji Piechoty.
W czasie okupacji niemieckiej nadal pracował jako nauczyciel w Szkole Powszechnej nr 21 w Częstochowie, a od listopada 1939 był jej kierownikiem. Kiedy w kwietniu 1941 otrzymał od władz niemieckich zakaz pracy w szkolnictwie, krótko pracował jako robotnik w hucie „Stradom”.
W konspiracji od października 1939 jako organizator Roju „Obraz” (częstochowskiego samodzielnego Hufca Szarych Szeregów). Poszukiwany przez Gestapo, od lipca 1941 ukrywał się w leśniczówce koło Włoszczowy.
Jesienią 1941 ściągnięty przez Naczelnika Szarych Szeregów hm. Floriana Marciniaka przybył do Warszawy. Mieszkał jako sublokator przy ul. Kazimierzowskiej 85 i przy ul. Promyka. Początkowo był wizytatorem, a od stycznia 1943 szefem Głównej Kwatery Szarych Szeregów „Pasieki”, pod pseudonimem „Piotr Pomian”. W okresie październik 1943 - marzec 1944 kierował także III kursem Szkoły Podchorążych Rezerwy Piechoty Szarych Szeregów „Agricola” w stopniu porucznika rezerwy.
Członek ścisłej 6-osobowej Głównej Kwatery Harcerzy od jesieni 1943, w czerwcu 1944 został zastępcą naczelnika Szarych Szeregów „Orszy”. Jednocześnie z ramienia „Pasieki” wizytator Grup Szturmowych Szarych Szeregów, a od wiosny 1944 oficer oświatowo-wychowawczy w baonie AK „Zośka”.
W lipcu 1944 obronił pracę magisterską z pedagogiki na tajnej Wolnej Wszechnicy Polskiej.

### Powstanie warszawskie
W powstaniu warszawskim delegat Szarych Szeregów przy Oddziałach Dyspozycyjnych „Broda 53" Kedywu Komendy Głównej Armii Krajowej. Brał udział w walkach batalionu „Zośka”, w którym był zastępcą dowódcy ds. wychowawczych.
Poległ 16 sierpnia 1944 dowodząc natarciem dwóch plutonów w okolicy ul. Stawki. Pośmiertnie awansowany do stopnia kapitana ze starszeństwem z 15 sierpnia 1944. Pochowany na cmentarzu Wojskowym na Powązkach w Warszawie (kwatera A20-4-20).
Oficer rezerwy piechoty WP: podporucznik od 1937, porucznik od 3 maja 1944, kapitan od 15 sierpnia 1944.

## Odznaczony
- Krzyż Virtuti Militari V klasy – 15 sierpnia 1944
- za wybitne zasługi dla niepodległości Rzeczypospolitej Polskiej Krzyż Wielki Orderu Odrodzenia Polski (pośmiertnie 2021)[2]
- Krzyż Walecznych (dwukrotnie)